# Horst F. Rupp
Horst F. Rupp (* 19. Oktober 1949 in Rothenburg ob der Tauber) ist ein deutscher evangelischer Theologe und Religionspädagoge. Er lehrte und forschte als ordentlicher Professor für Religionspädagogik und Didaktik des Religionsunterrichts bis 2015 an der Universität Würzburg.

## Leben
Horst F. Rupp studierte an der Universität Erlangen-Nürnberg sowie an der Universität Zürich in den Jahren 1969 bis 1978 Evangelische Theologie, Germanistik, Psychologie und Geschichtswissenschaft. 1975 absolvierte er das Lehramtsexamen für den gymnasialen Schuldienst in den Fächern Germanistik und Theologie, 1976 folgte die Theologische Aufnahmeprüfung für das geistliche Amt der Evangelisch-Lutherischen Kirche in Bayern und 1978 das Staatsexamen in Geschichte. Von 1978 bis 1980 legte er das Lehramtsreferendariat für den Gymnasialdienst in Bayern mit dem zweiten Staatsexamen ab. In den Jahren 1980 bis 1983 war er Akademischer Rat auf Zeit am Lehrstuhl für Religionspädagogik der Universität Bamberg (Assistent von Rainer Lachmann). 1985 erfolgte die Promotion zum Doktor der Theologie an der Universität Erlangen (Thema der Promotionsschrift: Religion und ihre Didaktik bei Fr. A .W. Diesterweg. Ein Kapitel einer Geschichte der Religionsdidaktik im 19. Jahrhundert). Nach drei Jahren als Studienrat an einem Gymnasium übernahm Rupp eine Stelle als Wissenschaftlicher Angestellter am Institut für Evangelische Theologie an der RWTH Aachen. 1991 wechselte er als Akademischer Rat bzw. Oberrat an die Universität Koblenz-Landau, Abt. Koblenz.
Nach einer Lehrstuhlvertretung an der Johann Wolfgang Goethe-Universität Frankfurt am Main und der Habilitation dort (1993; Titel der Habilitationsschrift: Religion – Bildung – Schule. Studien zur Geschichte und Theorie einer komplexen Beziehung) wurde er im Wintersemester 1993/94 auf den Würzburger Lehrstuhl berufen. Von 1998 bis 2000 war er Dekan der Philosophischen Fakultät III der Universität Würzburg, von 2000 bis 2002 vertrat er die Fakultät im Senat der Universität. In den Jahren 2006 bis 2011 war er Sprecher der „Konferenz der an der Lehrerbildung beteiligten Theologinnen und Theologen in Bayern“ (KLT). Zum 1. April 2015 erfolgte die Versetzung in den Ruhestand.
Im Jahr 2000 stand Rupp im Zentrum einer Kontroverse um das Jüdische Museum Creglingen. In Auseinandersetzung mit den Kollegen des Vorstands des Jüdischen Museums Creglingen, dem Rupp seinerzeit angehörte, forderte er eine angemessene Berücksichtigung der Zeit zwischen 1933 und 1945, insbesondere des Creglinger Judenpogroms vom 25. März 1933, in der Museumskonzeption und -präsentation. Diese Kontroverse fand nationale und internationale Aufmerksamkeit in den Medien. Infolge dieser Auseinandersetzungen wurde Rupp aus dem Vorstand entfernt.
Die Schwerpunkte seiner Forschungstätigkeit liegen in der historischen (Religions-)Pädagogik, insbesondere auch in der Diesterweg-Forschung. Religionspädagogik bzw. Religionsdidaktik entwirft er konzeptionell vom Bildungsbegriff her. Leitmotiv ist für ihn dabei die Formel: Religion braucht Bildung – Bildung braucht Religion. Weitere Schwerpunkte seiner Lehr- und Forschungstätigkeit sind das Judentum und dessen didaktische Vermittlung im (religions-)didaktischen Kontext sowie die (auto-)biographische Forschung im Bereich der Religionspädagogik. Mit der Hinwendung zu eher (kunst-)historisch ausgerichteten Themen, speziell in Graubünden, seiner zweiten Heimat, hat sich Horst F. Rupp seit 2014 neue Forschungsfelder erschlossen (Waltensburger Meister).

## Publikationen (Auswahl)
- Religion und ihre Didaktik bei Fr. A. W. Diesterweg. Ein Kapitel einer Geschichte der Religionsdidaktik im 19. Jahrhundert. Weinheim/Basel: Beltz/Deutscher Studien Verlag 1987. ISBN 3-89271-007-4.
- Fr. A. W. Diesterweg. Pädagogik und Politik. Göttingen und Zürich: Muster-Schmidt 1989. ISBN 978-3-7881-0137-4.
- Lebensweg, religiöse Erziehung und Bildung. Religionspädagogik als Autobiographie. Band 1 und Band 2. Weinheim: Deutscher Studien Verlag 1989 (hrsg. zus. mit Rainer Lachmann). ISBN 978-3-89271-173-5 und ISBN 978-3-89271-174-2.
- Diesterweg: Pädagogik – Lehrerbildung – Bildungspolitik. Weinheim: Deutscher Studien Verlag 1990 (hg. zus. mit Gerd Hohendorf). ISBN 3-89271-214-X.
- Religion – Bildung – Schule. Studien zur Geschichte und Theorie einer komplexen Beziehung. Weinheim: Deutscher Studien Verlag 1994, ISBN 978-3-89271-475-0. 2. Auflage 1996, ISBN 3-89271-475-4.
- Diesterweg zwischen Forschung und Mythos. Texte und Dokumente zur Forschungsgeschichte. Neuwied/Kriftel/Berlin: Luchterhand 1996 (zus. mit Gert Geißler). ISBN 978-3-472-02709-6.
- Profiles of Educators: Philipp Melanchthon (1497–1560). In: Prospects. Quarterly Review of Education. Unesco Publishing. International Bureau of Education. Vol XXVI/1996, Nr. 3, p. 611–621 (engl., franz., span., arab., russ., chin.)
- Vom Leben und Sterben. Juden in Creglingen. Würzburg: Königshausen & Neumann 1999, ISBN 3-8260-1834-6; 2. Aufl. 2001 (zus. mit Hartwig Behr). ISBN 3-8260-2226-2.
- Wo der Holocaust begann. Warum Creglingen ein jüdisches Museum will – und doch nicht will. In: Die Zeit 55 (2000), Nr. 44 (26. Oktober 2000), 48-49.
- Schule/Schulwesen. In: Theologische Realenzyklopädie. Band XXX, hrsg. von Gerhard Müller. Berlin/New York: de Gruyter 1999, 591–627.
- Lebensweg und religiöse Erziehung. Religionspädagogik als Autobiographie. Band 3. Weinheim: Deutscher Studien Verlag 2000 (hrsg. zus. mit Rainer Lachmann). ISBN 3-89271-893-8.
- Friedrich Adolph Wilhelm Diesterweg: Sämtliche Werke. XX. Band. Texte aus den Jahren 1842 bis 1857. Neuwied/Kriftel/Berlin: Luchterhand 2000 (hrsg. zus. mit Ruth Hohendorf). ISBN 3-472-00877-6.
- Christen begegnen Juden. Ein Lernprogramm. Neuendettelsau: Begegnung von Christen und Juden 2002; ISBN 3-936678-00-6; 2. überarbeitete und aktualisierte Auflage Nürnberg: Begegnung von Christen und Juden 2012; ISBN 978-3-00-038610-7.
- Medientheorie und Medientheologie. Münster: LIT Verlag 2003 (hrsg. zus. mit Klaas Huizing). ISBN 3-8258-6544-4.
- Streit um das Jüdische Museum. Würzburg: Königshausen & Neumann 2004. ISBN 3-8260-2966-6.
- Denk-Würdige Stationen der Religionspädagogik. Jena: IKS Garamond 2005 (hrsg. zus. mit Reinhard Wunderlich und Manfred Pirner). ISBN 3-938203-07-2.
- Religion im Plural. Würzburg: Königshausen & Neumann 2011 (hrsg. zus. mit Klaas Huizing). ISBN 978-3-8260-4445-8.
- Lebensweg, religiöse Erziehung und Bildung. Religionspädagogik als Autobiographie. Band 4. Würzburg: Königshausen & Neumann 2011. ISBN 978-3-8260-4773-2.
- Lebensweg, religiöse Erziehung und Bildung. Religionspädagogik als Autobiographie. Band 5. Würzburg: Königshausen & Neumann 2014. ISBN 978-3-8260-5226-2.
- Der Waltensburger Meister in seiner Zeit. Kunstverlag Josef Fink/Verlag Bündner Monatsblatt: Lindenberg und Chur 2015. ISBN 978-3-905342-51-2
- Lebensweg, religiöse Erziehung und Bildung. Religionspädagogik als Autobiographie. Band 6. Würzburg: Königshausen & Neumann 2015 (hrsg. zus. mit Susanne Schwarz). ISBN 978-3-8260-5510-2.
- Rothenburg ob der Tauber. Geschichte der Stadt und ihres Umlandes. Darmstadt: Theiss Verlag/Wissenschaftliche Buchgesellschaft 2016 (hrsg. zus. mit Karl Borchardt). ISBN 978-3-8062-2962-2.
- „Jeder Lehrer – ein Religionslehrer“. Religion und ihre Didaktik bei Fr.A.W. Diesterweg. Ein Kapitel einer Geschichte der Religionsdidaktik im 19. Jahrhundert. 2., ergänzte Auflage. Würzburg: Königshausen & Neumann 2016. ISBN 978-3-8260-6009-0.
- Lotte Köhler: Der Reformpädagoge Adolph Diesterweg. Psychoanalytische Betrachtungen zu seiner Biografie. Hrsg. von Horst F. Rupp. Gießen: Psychosozial-Verlag 2016. ISBN 978-3-8379-2582-1.
- Diesterweg im Fokus. Bildungs- und schulgeschichtliche Beiträge. Würzburg: Ergon-Verlag 2017. ISBN 978-3-95650-246-0.
- Peter Paul Cadonau (1891–1972). Theologe und Seelsorger in bewegter Zeit. Zürich: Theologischer Verlag 2019. ISBN 978-3-290-18203-8.
- Lebensweg, religiöse Erziehung und Bildung. Religionspädagogik als Autobiographie. Band 7. Würzburg: Königshausen & Neumann 2020. ISBN 978-3-8260-7183-6 (hrsg. zus. mit Susanne Schwarz).
- Schloss Maienfeld und seine Fresken. Lindenberg: Kunstverlag Josef Fink 2020. ISBN 978-3-95976-297-7.
- Lebensweg, religiöse Erziehung und Bildung. Religionspädagogik als Autobiographie. Band 8. Würzburg: Königshausen & Neumann 2023. ISBN 978-3-8260-7845-3 (hrsg. zus. mit Susanne Schwarz).
- Der Rothenburger Prediger Johannes Teuschlein (ca. 1485–1525) im Spannungsfeld von Antijudaismus, Marienfrömmigkeit, Reformation und Bauernkrieg. Lindenberg: Kunstverlag Josef Fink 2024. ISBN 978-3-95976-508-4 (hg. zus. mit Gerhard Simon).

- Horst F. Rupp ist Herausgeber der Reihen Forum zur Pädagogik und Didaktik der Religion (Weinheim: Deutscher Studien Verlag 1988 ff.) bzw. Forum zur Pädagogik und Didaktik der Religion – Neue Folge (Würzburg: Königshausen & Neumann 2003 ff.), Zugänge zur Kirchengeschichte (Göttingen: Vandenhoeck & Ruprecht 1999 ff.) sowie Mitherausgeber von Friedrich Adolph Wilhelm Diesterweg. Sämtliche Werke (Neuwied/Kriftel/Berlin: Luchterhand 1998 ff.) und der Reihe Theologie und Empirie (Weinheim und Kampen: Deutscher Studien Verlag/J.H. KOK Publishing House 1990 ff.).

- In der Zeitschrift TERRA GRISCHUNA startete mit der Ausgabe 6/2021 eine von Horst F. Rupp verfasste Artikelserie zum Waltensburger Meister, die die verschiedenen Orte mit seinen Fresken sowie ausgewählte thematische Aspekte zu seinem Werk fokussiert.

## Interviews mit/Berichte zu Horst F. Rupp (Auswahl)
- Schuld benennen. Das Sonntagsgespräch. Würzburger Professoren und ihre Forschungen. Teil 2: Horst F. Rupp. In: SonntagsMerkur. Eine Kooperation von Rheinischem Merkur und Mainpost. Nr. 39 vom 1. Oktober 2000, S. 7. Wiederabdruck in: Horst F. Rupp: Streit um das Jüdische Museum. Würzburg: Königshausen & Neumann 2004, S. 137–139.
- Lernort Gespräch. Veränderte Wahrnehmung. Ein Gespräch mit Horst F. Rupp. In: Grundkurs Erwachsenenbildung. Ein Fernkurs. Studieneinheit Pädagogisches Handeln. Hrsg. von der Evangelischen Arbeitsstelle Fernstudium für kirchliche Dienste. Hannover 2001, S. 26–29.
- Sehr schmerzhafter Lernprozess. In: Frankenpost/Hof vom 11. April 2008.
- Aufrecht für Werte einstehen. In: ROTOUR, Mai 2019, S. 90–94 und S. 111.
- „Opa war ein Nazi“: Die dunkle Seite der Familie. In: Main-Post vom 4. Juni 2022, S. 41 (textgleich in: Augsburger Allgemeine vom 8. Juni 2022, S. 3 und Fränkischer Tag vom 18./19. Juni 2022).